# Pyrgion imitatarix
Pyrgion imitatarix är en fjärilsart som beskrevs av Warren. Pyrgion imitatarix ingår i släktet Pyrgion och familjen nattflyn. Inga underarter finns listade.